# 1,3,5-三苯基苯
1,3,5-三苯基苯是一种有机化合物，化学式为C24H18。它可由苯乙炔的环聚合反应得到：
该反应同时会产生1,2,4-三苯基苯。苯硼酸和1,3,5-三溴苯在钯催化下发生铃木偶联反应，也能制得1,3,5-三苯基苯。它可以和乙酰氯在三氯化铝催化下于二硫化碳中反应，得到1,3,5-三(4-乙酰苯基)苯。它和溴反应得到2-溴-1,3,5-三苯基苯；它的氢化反应可以得到1,3,5-三环己基环己烷。